# Jardi van der Lee
Jardi Christiaan van der Lee (6 augustus 2001) is een Nederlands wielrenner die in 2024 prof werd bij EF Education-EasyPost.

## Carrière
In zijn jeugdjaren, tot zijn twintigste, behaalde Van der Lee weinig noemenswaardige resultaten. Online, op het platform Zwift, behoorde hij echter tot de wereldtop. Na zijn onlineprestaties en een overwinning in de Omloop van Simpelveld, een amateurkoers, werd hij door de Nederlandse bondscoach geselecteerd voor de Orlen Nations Grand Prix. Later dat jaar liep hij stage bij EF Education-EasyPost. Namens die ploeg reed hij in september de Ronde van Langkawi.
In 2024 werd Van der Lee prof bij EF Education-EasyPost, dezelfde ploeg waar hij al stage had gelopen, dat hem overnam van amateurclub Willebrord Wil Vooruit. In januari van dat jaar maakte hij zijn debuut in de World Tour, toen hij aan de start stond van de Tour Down Under. In de tweede etappe reed hij meer dan honderd kilometer in de aanval. Uiteindelijk werd hij, achter Luke Burns, tweede in het bergklassement.

### Resultaten in voornaamste wedstrijden
|      | \| Jaar \| Parijs-Roubaix \| \| ---- \| -------------- \| \| 2024 \| buit.tijd \| |
| Jaar | Parijs-Roubaix                                                                    |
| 2024 | buit.tijd                                                                         |

### Resultaten in kleinere rondes
| Jaar | Ronde van de VAE |
| ---- | ---------------- |
| 2024 | 41e              |

## Ploegen
- 2023 –  EF Education-EasyPost (stagiair vanaf 1 augustus)
- 2024 –  EF Education-EasyPost
- 2025 –  EF Education-EasyPost

Amador · Bettiol · Bissegger   · Caicedo · Camargo · Carapaz · Carr · Carthy · Cepeda · Chaves · Cort · de Bod · Doull · Eiking · Healy · Honoré · Keukeleire · Kudus · Padun · Piccolo · Powless · Quinn · Rutsch · Scully · Shaw · Steinhauser · Urán · J. van den Berg · M. van den Berg · Wiśniowski · van der Lee (stagiair)
Amador · Beloki · Bettiol(tot 14/8) · Bissegger · Carapaz · Carr · Carthy · Cepeda · Chaves · Costa · de Bod · Doull · Healy · Honoré · Nerurkar · Piccolo(tot 21/6) · Powless · Quinn · Rafferty · Rootkin-Gray · Rutsch · Ryan · Shaw · Steinhauser · Sweeny · Todome · Urán · Valgren · van den Berg · van der Lee · Hlady(stagiair) · Lovidius(stagiair)